# Einar Ahlrot
Georg Einar Ahlrot, född 21 mars 1897 i Papenburg, Tyskland, död 3 februari 1972, var en svensk ingenjör. Han var son till Georg Ahlrot och far till Britt Ahlrot-Westerlund.
Efter studentexamen i Malmö 1916 utexaminerades Ahlrot från Chalmers tekniska institut (maskinbyggnad och mekanisk teknik) i Göteborg 1922 och genomförde verkstadspraktik i Tyskland och Storbritannien 1923. Han hade avlagt reservofficersexamen 1918, blev fänrik i Wendes artilleriregementes reserv samma år, löjtnant 1925 och erhöll avsked 1929. Han var ingenjör vid Kockums Mekaniska Verkstads AB i Malmö 1923–1925, Sveriges verkstadsförening i Stockholm 1925–1932, verkställande direktör för Bilverkstädernas arbetsgivarförbund 1932–1957 och direktör för Motorbranschens arbetsgivarförbund 1958–1962. Ahlrot är begravd på Norra begravningsplatsen utanför Stockholm.